# Елецкая Лозовка
Еле́цкая Лозо́вка (Еле́ц-Лозо́вка, ранее Еле́цкая Лазо́вка) — село Хлевенского района Липецкой области. Центр Елецко-Лозовского сельсовета.

## География
Село Елецкая Лозовка находится на расстоянии 50 км на юго-запад от областного центра - г.Липецка и в 12 км на северо-восток от районного центра – села Хлевное. Входит в состав сельского поселения Елецко-Лозовский сельсовет, общая площадь которого составляет 5351 га, и которое граничит со следующими сельскими поселениями: Малининским, Хлевенским, Новодубовским, Воробьевским.

## История
В школьном музее Елец-Лозовки некоторое время хранился старый альбом с некоторыми догадками и предположениями 1950-х годов об истоках и времени появления села. Так, по этим предположениям: «...истоки села своими корнями уходят во времена монголо-татарского ига, когда здешние места имели густые леса, непроходимые для монгольской конницы, а в урочище «Кульма» располагался сторожевой монгольский пост. Да и слово «Кульма» - монгольское «Кюль-ме», что означает «застава»...» Однако эти предположения до сих пор не нашли своего документального подтверждения. Реальные сохранившиеся в архивах исторические документы, в которых упоминаются события связанные с зарождением села, относятся уже к XVII веку. Жизнь села в более позднее время конца XIX - начала XX веков описал в своих воспоминаниях первый сельский краевед Ларин А. Х.

### XVII - XVIII века
Село возникло во второй половине XVII века. Вначале это была просто деревня «Лазовка» без церкви. Основана деревня была выходцами из города Ельца. Лазовка располагалась гораздо южнее, чем уездный город Елец, на противоположной стороне реки Дон, то есть ближе к степной территории. Название деревни — по пересохшей ныне речке Лазовке - правом притоке реки Воронеж, впадавшем в неё у села Курино, с противоположной стороны от левого притока - реки Боровицы. Речка «Лазовка» предположительно получила своё название от зарослей «лозы, лозины» (некоторые из названий дерева ивы). В настоящее время в рельефе местности хорошо просматривается большой лог на всей территории села, называемый «Казённый Лог». Он представляет собой древнее высохшее русло этой речки.
Коренные лазовцы, в большинстве своём, занимались ремеслом, земледелием, скотоводством. Постепенно, по мере возделывания местности проживания, лесные массивы уменьшались и так на краю деревни образовалось место общественного пользования «Выгон» - территория современной улицы Выгонская-Буторина. Здесь и была построена первая деревянная Свято-Введенская церковь и определено место погребения - первое сельское кладбище. Деревня стала селом, а позже у села появилась приставка «Елецкая» — по Елецкому уезду, в который село продолжало входить до 1779 года.
По записям первого краеведа села Ларина А. Х., с приходом в село богатой дворянской семьи началось отселение коренных жителей на правый берег Казённого лога. Так появились улицы Стубли, Лядное, Ходаковка. Дворянская усадьба занимала самое возвышенное место, сейчас прямо на этом месте находится новая сельская школа. Для обслуживания своего быта дворяне выписывали из Задонска и Ельца крепостных мастеров: сапожников, швей, пекарей, портных и т. д. и расселяли их к юго-востоку от своей усадьбы. Так возникла улица Дворянка. Дворовые крепостные отличались от проживающих ранее в селе коренных жителей тем, что говорили с ударением на «о», одевались «по-городскому»: в сапоги и пальто. Земледелием они не занимались.

### XIX - XX века
Первое сельское учебное заведение своими историческими корнями уходит в 1860 год, когда на территории села была открыта школа для детей имущего и духовного сословия, в количестве 12 человек. Строительство нового кирпичного храма позволило развивать массовое производство кирпича. С 1880 года в селе появились кирпичные избы, начался усиленный обмен товарами. На всю округу славилась проводимая дважды в год "Лозовская ярмарка". В это время у лозовцев появились самовары, избы стали крыть черепицей и даже железом. Печи стали строить «по-белому», с дымоходом.

Лозовская ярмарка
История Лозовской ярмарки в Елецкой Лозовке уходит корнями в далекое прошлое. Ярмарка традиционно проводилась осенью, когда урожай был собран, и жители села могли продать свои товары и приобрести необходимые вещи. В XIX веке ярмарка была важным событием в жизни местных жителей. Она собирала торговцев со всего региона, предлагающих различные товары: от сельскохозяйственной продукции до ремесленных изделий. Ярмарочные ряды были заполнены товарами, такими как мед, масло, ткани, обувь, украшения и многое другое. Торговцы приезжали издалека, чтобы участвовать в ярмарке и заключить выгодные сделки. Ярмарка также была местом встречи и общения для жителей окрестных сел и городов. Люди приходили сюда не только ради торговли, но и для того, чтобы встретиться с друзьями и родственниками, послушать музыку, поучаствовать в народных гуляниях и играх. 
Народные гуляния на Лозовской ярмарке в Елецкой Лозовке были насыщены различными развлечениями и мероприятиями. Во время ярмарки устраивались концерты с участием местных музыкантов и танцоров, которые исполняли народные песни и танцы. Часто на ярмарках организовывали игры и конкурсы, в которых могли принять участие как дети, так и взрослые. Например, традиционные русские игры, такие как перетягивание каната, прыжки через костер, бои мешками, соревнования в ловкости и силе.
Также на ярмарках можно было увидеть демонстрации мастерства местных ремесленников, которые показывали свои умения в ткачестве, резьбе по дереву, гончарном деле и других ремеслах. Это создавало атмосферу праздника и культурного обмена между участниками ярмарки. Для детей на ярмарках устраивали аттракционы и забавы, такие как качели, карусели и горки. Взрослые могли попробовать себя в стрельбе из лука, метании ножей или прыжках через препятствия. Важной частью ярмарок были также угощения и напитки, которые предлагали местные продавцы. Гости могли попробовать различные блюда местной кухни, такие как блины, пирожки, варенье и мед.
На Лозовской ярмарке местные жители готовили традиционные блюда, которые были характерны для этой местности. 
1. Блины: Блины были одним из самых популярных блюд на ярмарках. Их готовили с различными начинками, такими как творог, ягоды, мясо или рыба. Блины подавали горячими, часто с топленым маслом или сметаной. 
2. Пирожки: Различные виды пирожков, такие как с картошкой, капустой, мясом или грибами, также были очень популярны. Пирожки готовились в больших количествах и продавались на ярмарочных рядах. 
3. Медовуха: Местные пчеловоды предлагали свежий мед и медовуху, которую делали из меда, воды и дрожжей. Медовуха была освежающим и вкусным напитком, который любили гости ярмарки.
4. Варенье: Домашнее варенье из ягод и фруктов также было одним из традиционных лакомств на ярмарках. Его готовили из малины, клубники, смородины и других сезонных плодов. 
5. Пельмени: Пельмени были еще одним популярным блюдом, которое готовилось из мяса, завернутого в тонкое тесто. Их подавали с бульоном или с различными соусами. 
6. Кулебяка: Кулебяка – это большой пирог с различными начинками внутри. На ярмарке можно было попробовать кулебяку с рыбой, мясом, грибами или капустой. 
Эти блюда отражали кулинарные традиции и вкусы местного населения, добавляя особый колорит и уют к атмосфере ярмарки. Все эти элементы делали Лозовскую ярмарку настоящим праздником для всех ее участников и гостей, создавая незабываемые впечатления и укрепляя традиции и культуру региона. Такие разнообразные начинки делали блины на ярмарках настоящим гастрономическим удовольствием для всех посетителей.
В народных играх на Лозовской ярмарке участвовали как сами гуляющие, так и зрители. Традиционно на ярмарках проводились хороводные игры, которые обычно заканчивались выбором пары и пляской. Дети и молодежь играли в подвижные игры. Ярмарка была местом для культурного обмена и развлечений, где участники могли продемонстрировать свое мастерство и повеселиться вместе.
На Лозовской ярмарке в Елецкой Лозовке были популярны различные игры и развлечения. 
1. Перетягивание каната: Эта игра требовала командной работы и силы. Участники делились на две команды и пытались перетянуть канат на свою сторону. Побеждала команда, которая смогла перетянуть соперников на свою половину.
2. Бои мешками: Два участника садились на плечи друг другу и сражались мешками, наполненными травой или соломой. Целью было сбить противника с ног.
3. Катание на санках: Зимой на ярмарках катались на санях с горок. Это было веселое занятие для всей семьи.
4. Городки: Игра заключалась в том, чтобы сбить фигурки из деревянных брусков с помощью биты. Городки были популярной русской игрой, требующей точности и силы удара. 
5. Лапта: Лапта – это русская игра с мячом и битой. Участники должны были отбивать мяч битой и пробегать определенное расстояние, стараясь при этом не попасть под удар мяча.
6. Жмурки: Одна из самых простых и популярных детских игр. Один участник надевал повязку на глаза и пытался поймать остальных, ориентируясь только на звуки.
7. Хороводы: Традиционное русское развлечение, в котором участники двигались по кругу, держась за руки, и пели народные песни. Хороводы часто использовались для знакомств и выбора пары. Эти игры и развлечения способствовали созданию атмосферы праздника и веселья на Лозовской ярмарке, объединяя людей разных возрастов и интересов.
С течением времени Лозовская ярмарка претерпевала изменения. В советское время она продолжала существовать, хотя и в меньших масштабах. После распада СССР ярмарка стала возрождаться, привлекая новых участников и посетителей. 
Сегодня Лозовская ярмарка остается значимым событием для местного населения и туристов, желающих познакомиться с традициями и культурой этого уникального места.

#### О сельском быте конца XIX - начала XX вв.
Пахали жители деревянными сохами, боронили плетёной из хвороста бороной. Сеяли вручную, жали серпами только женщины. Молотили цепами, веяли зерно на ветру деревянной лопатой. Мололи зерно на ручных жерновах или на мельницах-ветряках. До начала 20 века мельниц в селе было мало, а к 1905 году по записи в переписных книгах - уже 20 мельниц и 2 кирпичных завода. 
"Отсеявшись, оставив подростков и баб хозяйствовать, уходили наши мужики с весны и до самых морозов далеко на юг в Донские казачьи степи. Сначала ходили на покос. Когда началась добыча угля на шахтах, лозовские мужики приспособились подрабатывать там. Не мало сохранилось в селе шахтёрских ламп. Шахтёров считали в селе грамотными, городскими. К ним прислушивались, с их мнением считались. Оттуда, с юга, пришла в село гармошка: рояльная, хромка, тульская. Первые гармошки были маленькие, не больше детской гармони. Меха были окрашены в яркие цвета: красный, зелёный. В клавиатуре было всего несколько звуков, и на ней исполнялись несложные мелодии."
Одевались в селе в домотканые рубахи и полосатые порты, женщины в кофты, юбки, по праздникам  в цветные костюмы или полосатые, цветные юбки. Фартуков в Елецкой Лозовке в праздники поверх костюма не одевали, как в других сёлах. Юбки, если они одноцветные украшали множеством лент и оборок. Богатство невесты определялось количеством дерюжек, сотканных из старых матерчатых полос, а также наличием попонки, лаптей, полусака, шушпана, подушки. Одежды было мало, чтобы выткать дерюжку тряпочки собирались годами и ценились вещи дорого. С юных лет и до замужества девушки готовили приданое. Выглаживали одежду с помощью рубеля. Им «прокатывали» после стирки сухую холщовую ткань. Для этого предназначенную для разглаживания ткань плотно накатывали на цилиндрической формы деревянный каток, а сверху прокатывали по плоской поверхности рабочей частью рубеля, который при этом с силой прижимали обеими руками за рукоять и противоположный конец. Позже появились угольные утюги – в них насыпали горящие угли, за счёт них утюг нагревался. Так как в то время носили преимущественно льняную одежду, требующую высоких температур для глажения, утюги нагревались за счёт углей сильно.
" Овец в селе было много, но валенки валять не умели, валяльщики появились в селе в начале 20 века. Ходили в лаптях,  да и только в холодное время, а как стает снег, шлёпали по матушке-земле босыми ногами. Босыми ходили и взрослые и дети, и старики. Были одни, двое на всё село сапоги у богатых. Их брали, чтобы отгулять на свадьбе молодожёнам, сходить под венец, а владелец сапог за это гулял на свадьбе и плясал в лаптях. Когда гармошек ещё не было, веселились под жалейки."
В Елец-Лозовке широко применялось «сапалывание» – лечение грудных детей. Если ребёнок не спит, плачет, бабушка-лекарка ставила диагноз: «крикасы, его надо сапалывать». Несёт она этого ребёнка в курятник, где на насесте сидят куры и начинает «сапалывать»-приговаривать:
«Куры рябые, кочета молодые,
Опеите, окричите,
Ангельскую душку Ивана,
Буйные ветры, разнесите его недуг
На синие моря, на жёлтые пески
И там не будет им места»
Куры обираются, вши куриные сыплются. Принесёт мать ребёнка домой, а он кричит пуще прежнего. Но к утру вши погибали и ребёнок засыпал. Мать довольна - бабка помогла!
"Семейные отношения в селе отличались строгостью. Есть садились по команде старика-хозяина. Он скажет: «Берите!» Все берут по одному куску, а за вторым - дожидай следующей команды деда. Хлеб пекли ржаной, чёрный большими ковригами. Варили пшённую и гречневую каши, капустные щи, кулеш, кисель, обарку ( густой гороховый суп), парили репу. Картофеля выращивали мало, большого значения в рационе семьи он не имел. На праздники пекли блины, варили холодец, мясо, готовили пшённые бабышки с пшённым соком на свекольной воде. Кушали творог, яичницу. 
Пьянства в селе не было. Трезвые мужики управляли всем хозяйством, женщин воспитывали с детства к подчинению и они полностью и чаще всего безропотно выполняли волю мужа, свёкра, свекрови. За дочерями также присматривали отцы, за сёстрами –братья. Но ругать непутёвую девку отец поручал жене. Семьи отличались крепостью, моральной целостностью. Хотя бывали и исключения: скандалы, драки, блуд - но это случалось очень редко и осуждалось всем селом. Нужда, недоедание были характерными чертами жизни в конце 19 века."

#### Административная принадлежность села
- с 1779 года по 1796 год - Задонский уезд Воронежского наместничества Российской империи.
- с 1796 года по 1917 год - Задонский уезд Воронежской губернии Российской империи.
- с 1917 года по 1917 год - Задонский уезд Воронежской губернии Российской республики.
- с 1917 года по 1917 год - Задонский уезд Воронежской губернии Российской Советской Республики.
- с 1918 года по 1922 год - Задонский уезд Воронежской губернии РСФСР.
- с 1922 года по 1924 год - Задонский уезд Воронежской губернии РСФСР СССР.
- с 1924 года по 1928 год - Воронежский уезд Воронежской губернии РСФСР СССР.
- с 1928 года по 1929 год - Хлевенский район Воронежского округа Центрально-Чернозёмной области РСФСР СССР.
- с 1929 года по 1930 год - Хлевенский район Усманского округа Центрально-Чернозёмной области РСФСР СССР.
- с 1930 года по 1934 год - Хлевенский район Центрально-Чернозёмной области РСФСР СССР.
- с 1934 года по 1954 год - Хлевенский район Воронежской области РСФСР СССР.
- с 1954 года по 1963 год - Хлевенский район Липецкой области РСФСР СССР.
- с 1963 года по 1965 год - Задонский район Липецкой области РСФСР СССР.
- с 1965 года по 1991 год - Хлевенский район Липецкой области РСФСР СССР.
- с 1991 года - Хлевенский район Липецкой области Российской Федерации.

#### Конец XX века
В начале 90-гг. XX века в селе было построено новое здание школы, где сейчас трудятся около 15 преподавателей. В настоящее время школа функционирует в двух типовых зданиях, общей площадью более 1000 м².

## Население
| 1859  | 1897  | 2009  | 2010  | 2012  | 2013  | 2014  |
| ----- | ----- | ----- | ----- | ----- | ----- | ----- |
| 1906  | ↗2830 | ↘1195 | ↘1135 | ↘1096 | ↘1076 | ↘1064 |
| 2015  | 2016  | 2017  | 2018  | 2021  |       |       |
| ↗1075 | ↘1059 | ↘1050 | ↘1044 | ↗1072 |       |       |

## Инфраструктура
Перечень современных названий улиц, образующих в настоящее время село Елецкая Лозовка:
1. Алехин сад ул.
2. Асфальтная ул.
3. Барская ул.
4. Выгонская-Буторина ул.
5. Глинкино ул.
6. Гуркино ул.
7. Дворянская ул.
8. Лядное ул.
9. Полевая ул.
10. Романки ул.
11. Сиреневая ул.
12. Стублинская ул.
13. Угольник ул.
14. Ходоковская ул.
15. Центральная ул.
16. Щемиловская -Перегудова ул.

Протяжённость сети дорог фактически составляет 35,5 км, в том числе: асфальтированных дорог 7,1 км (20 % общей дорожной сети), отсыпанных щебнем – 8,4 км, грунтовых дорог – 20 км.

## Экономика
В настоящее время Елецко-Лозовское поселение полностью газифицировано, имеет собственную водопроводную систему и развитую улично-дорожную сеть.
На территории сельского поселения насчитывается 578 личных подсобных хозяйств, средний размер земельного участка - 40 соток. Успешным предприятием на территории сельского поселения является ЗАО «ЗЕРОС» ОСП «Елец-Лозовское», которое специализируется на выращивании зерновых технических культур, продукции животноводства.
Елецкая Лозовка в Липецкой области также известна как «грибная столица», так как в окрестных лесах растёт множество разнообразных грибов. Поэтому многие из жителей села занимаются сбором и продажей грибов.
Можно найти множество различных видов грибов. 
1. Белые грибы (Boletus edulis): Эти грибы считаются одними из самых ценных и вкусных. Они имеют коричневую шляпку и толстую белую ножку. Белые грибы часто встречаются в хвойных и смешанных лесах.
2. Лисички (Cantharellus cibarius): Лисички отличаются ярко-желтым цветом и волнистыми краями шляпки. Они растут группами в хвойных лесах.
3. Маслята (Suillus spp.): Маслята имеют скользкую, маслянистую поверхность шляпок и мясистые ножки. Их можно найти в хвойных и лиственных лесах.
4. Опята (Armillaria spp., Marasmius oreades): Опята растут на пнях и упавших деревьях. Они могут иметь разные цвета и формы, в зависимости от вида.
5. Подберезовики (Leccinum scabrum): Подберезовик имеет коричневатую шляпу и светлую ногу. Он растет под березами и другими лиственными деревьями.
6. Подосиновики (Lepista nuda): Подосиновик имеет яркую оранжевую или красную шляпк. Они предпочитают расти под осинами и другими лиственными деревьями.
7. Сыроежки (Russula spp.) Сыроежки отличаются разнообразием цветов и форм шляпы. Они обычно растут в лиственных и смешанных лесах. 
Это лишь некоторые из множества видов грибов, которые можно встретить в Елецкой Лозовке. 
Особую привлекательность для инвестирования в экономику села представляют плодородные чернозёмы, позволяющие получать высокие урожаи сельскохозяйственных культур, а также пересекающая территорию Елецко-Лозовского поселения автодорога межобластного значения, дающая огромные перспективы для развития сельского малого бизнеса, в том числе увеличения сети придорожных кафе, магазинов, пунктов сервисного обслуживания автомобилей и развития гостиничного бизнеса.
Перспективными направлениями развития села и повышения качества жизни сельчан являются планы о возобновлении и продвижении "Лозовской ярмарки" областного значения, с акцентом на реализацию местной продукции по уникальной рецептуре, реализация экологических продуктов питания домашними хозяйствами, а также сельский туризм.

## Культура
В селе создан культурно-образовательный центр, объединяющий среднюю школу, детский сад, библиотеку, сельский Центр культуры и досуга. Основным направлением деятельности Центра культуры и досуга является сохранение народных традиций и культур. В нём функционируют несколько тематических направлений народного творчества, в которых занимаются жители села всех возрастных категорий. Наибольшей популярностью пользуются театрализованные мероприятия и народные гуляния: новогодние и рождественские праздники, проводы зимы, концерты, посвящённые праздничным дням календаря.

## Уроженцы
Известными уроженцами села являются: 
- Тагинцев Николай Фёдорович - заместитель губернатора Липецкой области.
- Черкасов, Михаил Васильевич (1899-1972) — советский военный (майор), руководитель Ленинградского областного управления гидрометеорологической службы, участник Гражданской и Великой Отечественной войн, организатор подполья в концлагере Шталаг IV B/Z.